# Mikkel Trier Rygård
Mikkel Trier Rygård (født 11. november 1979) er en dansk skuespiller og dramatiker. 
Han gik på Skuespillerskolen ved Odense Teater årgang 2007-2011. Har siden 2011 arbejdet med Teater og film som skuespiller, dramatiker og iscenesætter. I 2012 stiftede han performance ensemblet Kastellet og i 2013 det reumertnominerede Den Lille Herres Teater. Han skrev dukketeaterforestillingen Arne går under, der i 2016 vandt to Reumertpriser. . Mikkel Trier Rygård modtog i 2017 og 2018 arbejds- og studierejselegater fra Statens Kunstfond og Skuespillerforbundet.  
Han har medvirket i Krummerne fra 1991, hvor han spillede Hans.